# 넓은잎큰조롱
넓은잎큰조롱(Cynanchum auriculatum)은 협죽도과의 식물이다. 덩이뿌리는 이엽우피소(異葉牛皮消)라 불리며, 한약재로 사용된다.